# Phaeoisaria curvata
Phaeoisaria curvata är en svampart som beskrevs av de Hoog & Papendorf 1976. Phaeoisaria curvata ingår i släktet Phaeoisaria, divisionen sporsäcksvampar och riket svampar.   Inga underarter finns listade i Catalogue of Life.